# 獺犬熊
獺犬熊（學名：Kolponomos），也称滨獭熊，是已滅絕及水中生活的熊，生存於中新世早期的亥明佛德階至阿啟塔階，約2000萬年前。獺犬熊（K. clallamensis）是由加利福尼亞大學柏克萊分校古生物博物館內的古生物學家 Ruben A. Stirton 於1960年基於從奧林匹克半島發現的一個部份頭顱骨及顎骨而命名的。他認為這些化石是大型水中的浣熊科所有，但後來分別於1969年及1977年發現的標本顯示牠們是與熊的祖先有關。而後來在阿留申群島亦有發現另一組獺犬熊的化石。

## 下属物种
本属包括以下物种：
- 克拉勒姆滨獭熊 Kolponomos clallamensis Stirton, 1960
- 纽波特滨獭熊 Kolponomos newportensis Tedford et al., 1994

## 描述
獺犬熊的吻突向下，臼齒很闊及重型，適合吃有硬殼的水中無脊椎動物。另外牠們的吻突很窄及向前看的眼睛顯示牠們具有立體視覺。獺犬熊的頸部肌肉發達，肢骨粗壯，可見牠們在水中肉食性動物中有獨特的生態位，只有現今無關的海獺有接近的生態位。由於未有發現完整的骨骼，很難就有關獺犬熊的適應性作出推測。
根據目前已知的顱骨與顎骨化石，可以發現獺犬熊的顎部呈現了趨同演化，類似於現存的熊、水獺、以及同樣已滅絕的斯劍虎；其齒式與牙齒咬合處的磨損模式則近似於水獺。
雖然並非水獺，不過獺犬熊的進食模式可能與暹羅水獺十分近似。

## 外部連結
Kolponomos at The Paleobiology Database （页面存档备份，存于）